# Ендрю Форм
Ендрю Форм (англ. Andrew Form; нар. 3 лютого 1969, Нью-Йорк, США) — американський кінопродюсер, знаний за роботами над низкою фільмів, зокрема «П'ятниця, 13-е», «Підлітки-мутанти черепашки-ніндзя» та «Чистка». Співзасновник компанії Platinum Dunes разом з Майклом Беєм і Бредом Фуллером.

## Кар'єра
Кар'єру в кіноіндустрії почав як асистент продюсера Джеррі Брукгаймера та його партнера Дона Сімпсона.
2001 року заснував продюсерську компанію Platinum Dunes разом з режисерами Майклом Беєм і Бредом Фуллером. Platinum Dunes знана виробництвом перезапусків популярних фільмів жахів, як-от «Техаська різанина бензопилою» (2003), «Жах Амітивілля» (2005), «П'ятниця, 13-е» (2009) і «Кошмар на вулиці В'язів» (2010).
Також знаний як продюсер оригінальних серій фільмів, як-от «Чистка», «Віджа: Смертельна гра» (2014), «Тихе місце» (2018) та його продовження 2020 року. Був співпродюсером телесеріалів «Чорні вітрила» (2014—2017) і «Джек Раян» (2018—2023). 2015 року «Голлівуд-репортер» назвав його одним із «30 найвпливовіших кінопродюсерів Голлівуду».
2018 року Форм і Фуллер разом заснували Fully Formed Entertainment. 2019 року компанія підписала трирічну угоду з Paramount Pictures. 2020 року Форм залишив компанію, коли почав переговори про приєднання до Sunday Night Productions Джона Кразінські.
Продюсував фільм «Тихе місце: День перший».

## Особисте життя
Познайомився з акторкою Джорданою Брюстер на зніманні фільму «Техаська різанина бензопилою: Початок», який Форм продюсував. Вони оголосили про заручини 4 листопада 2006 року й одружилися на Багамах 6 травня 2007 року. Їхній перший син народився у вересні 2013 року, а другий — у червні 2016 року. Брюстер подала на розлучення в середині 2020 року. Розлучення оформили у червні 2021 року. Про його заручини з Александрою Даддаріо оголосили 2 грудня 2021 року. Пара одружилася у червні 2022 року. У липні 2024 року Даддаріо оголосила, що очікує першу дитину, третю для Форма.

## Фільмографія
Продюсер
- The Making of «Crimson Tide» (1995) (короткометражний документальний фільм)
- Торгівля послугами (1997)
- Поцілунок дурня (1998)
- The Shrink Is In (2001)
- Жахи Амітивілля (2005)
- Техаська різанина бензопилою: Початок (2006)
- Попутник (2007)
- Ненароджений (2009)
- Вершники (2009)
- П'ятниця, 13-е (2009)
- Кошмар на вулиці В'язів (2010)
- Чистка (2013)
- Чистка: Анархія (2014)
- Підлітки-мутанти черепашки-ніндзя (2014)
- Віджа: Смертельна гра (2014)
- Проєкт «Альманах» (2015)
- Підлітки-мутанти черепашки-ніндзя 2 (2016)
- Чистка: Рік виборів (2016)
- Віджа: Походження зла (2016)
- Тихе місце (2018)
- Перша чистка (2018)
- Тонка людина (2018)
- Тихе місце 2 (2020)
- Судна ніч назавжди (2021)
- Уявні друзі (2024)
- Тихе місце: День перший (2024)
- Анаконда (2025)

Виконавчий продюсер
- Техаська різанина бензопилою (2003)
- Окультизм (2013) (телефільм)
- Чорні вітрила (2014) (3 серії)
- Останній корабель (2014—2015) (15 серій)